# Söriviken
Söriviken är en sjö i Luleå kommun i Norrbotten och ingår i Altersundet-Luleälvens kustområde. Sjön har en area på 0,0641 kvadratkilometer och ligger 2 meter över havet.

## Delavrinningsområde
Söriviken ingår i det delavrinningsområde (728274-179928) som SMHI kallar för Rinner till Västantillfjärden. Medelhöjden är 9 meter över havet och ytan är 9,96 kvadratkilometer. Det finns inga avrinningsområden uppströms utan avrinningsområdet är högsta punkten. Avrinningsområdets utflöde mynnar i havet, utan att ha någon enskild mynningsplats.